# Pemba (Mosambik)
Koordinaten: 12° 58′ S, 40° 33′ O
Pemba (bis 1975 portugiesisch Porto Amélia) ist eine Hafenstadt im Norden von Mosambik.

## Geographie
Pemba ist Hauptstadt der Provinz Cabo Delgado und deren wirtschaftliches und administratives Zentrum. Die Stadt liegt am Südrand einer Lagune (13.000 ha) des Indischen Ozeans.
|                       | Jan  | Feb  | Mär  | Apr  | Mai  | Jun  | Jul  | Aug  | Sep  | Okt  | Nov  | Dez  |   |      |
| Mittl. Tagesmax. (°C) | 31,4 | 31,4 | 31,6 | 31,3 | 30,6 | 29,2 | 28,6 | 29,2 | 30,0 | 30,7 | 31,3 | 31,7 | ⌀ | 30,6 |
| Mittl. Tagesmin. (°C) | 24,2 | 24,0 | 23,9 | 23,4 | 21,7 | 20,3 | 19,7 | 20,1 | 21,2 | 22,7 | 24,1 | 24,6 | ⌀ | 22,5 |
|                       |      |      |      |      |      |      |      |      |      |      |      |      |   |      |
| Niederschlag (mm)     | 155  | 165  | 192  | 127  | 24   | 16   | 16   | 5    | 5    | 10   | 34   | 127  | Σ | 876  |
|                       |      |      |      |      |      |      |      |      |      |      |      |      |   |      |
| Sonnenstunden (h/d)   | 6,5  | 6,2  | 6,5  | 7,2  | 7,7  | 7,5  | 7,3  | 8,4  | 8,7  | 9,3  | 9,2  | 7,5  | ⌀ | 7,7  |
|                       |      |      |      |      |      |      |      |      |      |      |      |      |   |      |
| Regentage (d)         | 11   | 10   | 12   | 10   | 3    | 2    | 2    | 1    | 1    | 2    | 3    | 8    | Σ | 65   |
|                       |      |      |      |      |      |      |      |      |      |      |      |      |   |      |
| Luftfeuchtigkeit (%)  | 80   | 82   | 81   | 76   | 74   | 72   | 71   | 71   | 72   | 73   | 74   | 77   | ⌀ | 75,2 |

| 24,2 |

| 24,0 |

| 23,9 |

| 23,4 |

| 21,7 |

| 20,3 |

| 19,7 |

| 20,1 |

| 21,2 |

| 22,7 |

| 24,1 |

| 24,6 |

| 24,2 |

| 24,0 |

| 23,9 |

| 23,4 |

| 21,7 |

| 20,3 |

| 19,7 |

| 20,1 |

| 21,2 |

| 22,7 |

| 24,1 |

| 24,6 |

## Bevölkerung
Die Einwohnerzahl wird auf etwa 200.000 geschätzt (2017). Hier leben Makua, Makonde und Mwani. Makua ist die häufigste Sprache neben Portugiesisch, viele Einwohner sprechen auch Swahili als Fremdsprache.

## Geschichte
Seit dem 14. Jahrhundert ist hier ein Handelsplatz nachgewiesen. Die Portugiesen unterhielten seit dem 17. Jahrhundert an diesem Ort eine kleine Niederlassung, aber erst 1904 verlegte die Companhia do Niassa (Njassagesellschaft) ihren Hauptsitz hierher.
1843 rebellierten die Völker in Pemba gegen die portugiesische Herrschaft, der sie tributpflichtig waren.

## Kultur und Sehenswürdigkeiten
Die Altstadt besteht überwiegend aus traditionellen Holzhütten und befindet sich in einem Wald von Baobab-Bäumen. Es gibt einen Suq mit traditionellen Silberschmieden. In der Neustadt finden sich Gebäude aus der Kolonialzeit, darunter ein sehr imposanter Palast. Die restlichen Häuser dort sind einfache Betonbauten, wie sie in vielen Orten Afrikas zu finden sind.
Die südlich des Stadtzentrums gelegene Praia do Wimbe (Wimbe-Strand) bietet einen etwa 8 km langen feinen Sandstrand. Dort befinden sich mehrere Hotels und Restaurants unterschiedlicher Preisklassen, ein Casino, zwei Tauchbasen und mehrere Bars und Nachtclubs.
Die vorgelagerten Korallenriffe sind für Touristen zum Fischen und Tauchen attraktiv. Daneben ist die Stadt Ausgangspunkt für Reisen in den Quirimbas-Archipel und nach Ibo.

## Partnerstädte
- Portugal: Sines (seit 2014)[2]

## Wirtschaft und Infrastruktur
Mit den traditionellen Daus wird Fischerei und Handelsverkehr (vor allem mit Tansania) betrieben.
Die Stromversorgung ist zuverlässig, die Mobilfunkabdeckung flächendeckend. Viele im Hinterland tätige Hilfsorganisationen nutzen die gute Infrastruktur und unterhalten Büros in der Stadt.

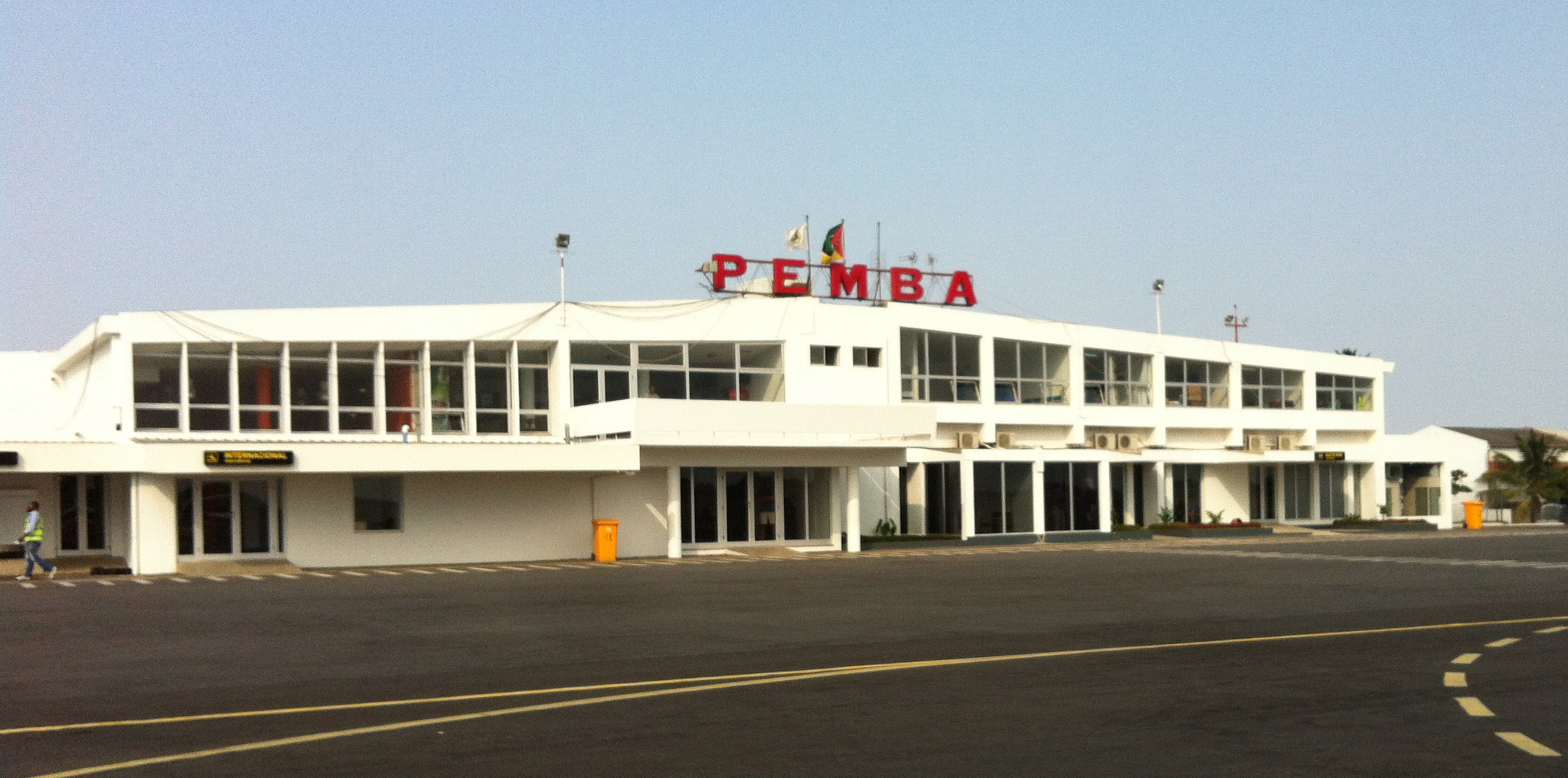
Der Flughafen von Pemba
(in den 1960ern von Maria Carlota Quintanilha und João José Tinoco entworfen)

### Verkehr
Es gibt eine öffentliche Buslinie, Sammel- und Einzeltaxis sowie zwei Mietwagenagenturen. Seit 2005 ist die Straße nach Montepuez zu einer asphaltierten Schnellstraße ausgebaut. In Pemba beginnt die Fernstraße EN1, auf der man in den Süden des Landes bis nach Maputo gelangt.
Der internationale Flughafen bietet pro Woche 5 Direktflüge nach Johannesburg sowie dreimal wöchentlich Flüge nach Daressalam und 4 Flüge pro Woche nach Nairobi. Im Inlandsflugverkehr bestehen täglich mindestens eine Verbindung nach Maputo, mit Zwischenlandung(en) entweder in Beira und/oder Nampula beziehungsweise Inhambane.

### Bildung
Die Stadt beherbergt die Universidade Católica de Moçambique (UCM), eine private Universität, die 1996 von der katholischen Kirche gegründet wurde und deren Abschlüsse staatlich anerkannt sind. Daneben gibt es eine staatliche Fachhochschule.

## Persönlichkeiten
- Manuel Arouca (* 1955), portugiesischer Schriftsteller und Drehbuchautor
- Olavo Bilac (* 1967), portugiesischer Musiker
- Jorge Cadete (* 1968), portugiesischer Fußballspieler
- Désirée Pedro (* 1970), portugiesische Architektin
- Sérgio Wonder, Teil des portugiesischen Gesangsduos Sérgio e Madi

Die portugiesische Dichterin Glória de Sant’Anna lebte jahrelang hier, vor 1974, zusammen mit ihrem Ehemann, dem Architekten Afonso Henriques Manta Andrade Paes (1924–1987).